# M People
M People je anglická taneční hudební skupina, která vznikla v roce 1990 a byla úspěšná po většinu 90. let. Jméno M People bylo zvoleno podle prvního písmene křestního jména člena kapely Mikea Pickeringa, který skupinu založil.
V prosinci 2016 časopis Billboard zařadil skupinu mezi 83 nejúspěšnějších tanečních umělců všech dob.[zdroj?] Roku 1995 se kapela vydala na své první světové turné s názvem Come Again Tour. Ve Spojených státech amerických měli největší úspěch v hitparádě Hot Dance Music / Club Play, kam se dostalo pět jejich singlů, z nichž se čtyři dostaly na první místo. V polovině roku 1998 kapela vydala své páté album, kompilaci s názvem The Best of M People, která obsahovalo tři nové skladby „Testify“, „Dreaming“ a cover hitu skupiny Doobie Brothers „What Fool Believes“. Po vydání tohoto alba se skupina rozpadla.
V roce 2006 opět skupina zahájila další činnost.